# 熱帶風暴劍魚 (2019年)
熱帶風暴劍魚（英語：Tropical Storm Kajiki，國際編號：1914，聯合颱風警報中心：WP162019，菲律賓大氣地球物理和天文服務管理局：Kabayan）是2019年太平洋颱風季第14個被命名的熱帶氣旋。「劍魚」（日語：カジキ）一名是由日本提供，即劍魚座。

## 發展過程
8月29日，一個低壓區在呂宋以東形成，美國海軍研究實驗室給予擾動編號91W。
8月30日上午8時，日本氣象廳將其升為熱帶低氣壓。
8月31日凌晨2時，日本氣象廳將其降為低壓區。上午8時，日本氣象廳再度將其升為熱帶低氣壓。下午8時，日本氣象廳對其發布烈風警報。同時，台灣中央氣象局將其升格為熱帶性低氣壓，給予編號18，並對其發布路徑預測。同時，中國國家氣象中心也將其升格為熱帶低壓。
9月1日凌晨2時，聯合颱風警報中心對其發布熱帶氣旋形成警報。上午8時，香港天文台、澳門地球物理暨氣象局將其升格為熱帶低氣壓。隨著風暴離開責任區，菲律賓大氣地球物理和天文服務管理局於9月1日上午11時給予最後警告，當時位於佬沃西北方390公里。
9月2日，中國國家氣象中心宣佈該熱帶低氣壓在海南萬寧市登陸，該系統逐漸轉向西南方移動。
9月3日凌晨3時，日本氣象廳將其升格為熱帶風暴，給予國際編號1914，並命名「劍魚」。同時，劍魚登陸越南順化市。上午4時，聯合颱風警報中心將其升格為熱帶性低氣壓，給予熱帶氣旋編號16W。晚間8時，日本氣象廳將其降格為熱帶低氣壓。聯合颱風警報中心在翌日凌晨4時對其發布最後警告。
隨後幾天，劍魚離開越南，由西向東橫過南海。9月7日下午8時，日本氣象廳認為劍魚的殘餘低壓區已完全消散。

### 事後調整
聯合颱風警報中心在2020年9月發表的最佳路徑中，將其巔峰上調至35節（約65公里/每小時），即是將其補升至熱帶風暴強度。

## 影響

### 香港
當地發出之最高熱帶氣旋警告信號： 三號強風信號
9月1日上午8時40分，香港天文台發出一號戒備信號，當時劍魚集結在香港東南約470公里，並表示會在當日下午考慮是否需要改發三號強風信號。隨著該系統繼續靠近香港，加上同時受大陸反氣旋影響，同日下午4時20分天文台改發三號強風信號，當時劍魚集結在香港東南偏南約340公里。劍魚在當晚9時最接近香港，在香港以南約330公里掠過。9月2日上午10時40分，天文台改發一號戒備信號，當時劍魚集結在香港西南約550公里。雖然熱帶低氣壓繼續遠離，但環流影響香港，為當地帶來大雨，香港天文台在同日下午12時25分發出黃色暴雨警告信號。受雨帶影響，西貢風力再度升至強風下限程度，並測得風暴期間最高10分鐘平均風速每小時42公里，比三號信號生效時更高。由於預料劍魚會移至越南中部沿岸後再以「回馬槍」再影響香港，加上離岸仍間中吹強風，故此天文台在劍魚移離香港800公里警戒範圍後仍維持一號信號。期間劍魚曾一度遠離香港約1000公里。。隨著離岸和高地不再吹強風，天文台在上午9時20分取消所有熱帶氣旋警告信號，當時劍魚集結在香港西南約990公里，並表示有需要時會考慮再發出熱帶氣旋警告信號。不過劍魚在越南中部登陸後，翌日在海南島西南海域減弱為低壓區，故此天文台不需再發出熱帶氣旋警告信號，但其殘餘則繼續向東北偏東移動並在9月7日凌晨掠過香港以南約300公里的海域後逐漸消散。
劍魚吹襲期間，天文台8個參考自動氣象站只有2個錄得強風、其中1個錄得烈風，三號信號不達標，當中機場以些微之差，未能錄得強風。長洲及西貢錄得之最高10分鐘平均風速為每小時63和42公里。不過，港內的北角及中環碼頭亦錄得最高10分鐘平均風速每小時43公里，表示市區亦受強風影響。
事後有網民指出離岸和高地在中午起已持續吹強風，長洲更在下午2時許錄得烈風下限的風速，認為天文台太遲發出三號信號。此外，劍魚在移離香港800公里警戒範圍後，因同時受大陸反氣旋影響，離岸仍吹強風，再加上預料劍魚會以「回馬槍」再影響香港，因此天文台仍維持一號信號。有意見認為，劍魚在移離800公里警戒範圍後，天文台可以先取消熱帶氣旋警告信號，再待劍魚重新進入800公里警戒範圍才重發熱帶氣旋警告信號。

### 澳門
當地發出之最高熱帶氣旋警告信號： 三號風球
地球物理暨氣象局於9月1日上午9時30分發出一號風球，當時劍魚集結在澳門之東南約540公里。下午5時，地球物理暨氣象局發出三號風球，當時劍魚集結在澳門之東南偏南約330公里。9月2日下午1時，地球物理暨氣象局改發一號風球，當時劍魚集結在澳門之東南約560公里。隨著劍魚繼續遠離澳門，地球物理暨氣象局在9月3日上午11時取消所有熱帶氣旋警告信號，當時距離澳門約960公里。此為氣象局首次在熱帶氣旋移離800公里範圍後，仍然維持熱帶氣旋警告信號。並表示劍魚正逐漸遠離，同時推出在11時20分發出特別報告: 熱帶低氣壓「劍魚」已登陸越南，並離開澳門800公里範圍，預期會在該區停留一段時間，對澳門的威脅暫時解除。然而預計「劍魚」於未來一兩日會再度重整，有機會移近廣東沿岸，請市民保持警惕。

### 中國大陸
當地發布之最高熱帶氣旋警告信號： 颱風藍色預警信號

#### 海南
當地發出之最高熱帶氣旋警告信號： 颱風藍色預警信號

#### 廣東
當地發出之最高熱帶氣旋警告信號： 颱風藍色預警信號

## 熱帶氣旋警告使用記錄

### 中國大陸
| 国家气象中心 颱風預警信號 | 国家气象中心 颱風預警信號 | 国家气象中心 颱風預警信號 |
| ------------------------- | ------------------------- | ------------------------- |
| 上一熱帶氣旋              | 颱風藍色預警信號          | 下一熱帶氣旋              |
| 強熱帶風暴楊柳            | 颱風藍色預警信號          | 颱風塔巴                  |

### 香港
| 香港天文台 熱帶氣旋警告信號 | 香港天文台 熱帶氣旋警告信號 | 香港天文台 熱帶氣旋警告信號 |
| --------------------------- | --------------------------- | --------------------------- |
| 上一熱帶氣旋                | 一號戒備信號                | 下一熱帶氣旋                |
| 熱帶風暴楊柳                | 一號戒備信號                | 熱帶風暴鸚鵡                |
| 熱帶風暴韋帕                | 三號強風信號                | 熱帶風暴鸚鵡                |

### 澳門
| 澳門地球物理暨氣象局 熱帶氣旋警告信號 | 澳門地球物理暨氣象局 熱帶氣旋警告信號 | 澳門地球物理暨氣象局 熱帶氣旋警告信號 |
| ------------------------------------- | ------------------------------------- | ------------------------------------- |
| 上一熱帶氣旋                          | 一號風球                              | 下一熱帶氣旋                          |
| 熱帶風暴楊柳                          | 一號風球                              | 熱帶風暴鸚鵡                          |
| 熱帶風暴韋帕                          | 三號風球                              | 熱帶風暴鸚鵡                          |

## 外部連結
| 太平洋颱風季             |
| 主題頁 - 專題 - 編輯指南 |

- （日語）日本氣象廳首頁 （页面存档备份，存于）
- （英文）聯合颱風警報中心首頁 （页面存档备份，存于）
- （简体中文）中央氣象台首頁
- （繁體中文）中央氣象局首頁 （页面存档备份，存于）
- （繁體中文）香港天文台首頁 （页面存档备份，存于）
- （繁體中文）澳門地球物理暨氣象局首頁 （页面存档备份，存于）
- （英文）菲律賓大氣地球物理和天文管理局 惡劣天氣公告